# Wolfchant
Wolfchant – zespół założony w Sankt Oswald-Riedlhütte w Niemczech w 2003 roku przez Lokhiego, Gaahnta, Skaahla i Norgahda. Zespół gra pagan metal z wpływami viking, black, power i death metalu. Teksty opowiadają o legendach i opowieściach ludowych zaczerpniętych z mitologii nordyckiej.
W roku 2004 zespół samodzielnie nagrał i wydał 2 dema: The Fangs of the Southern Death oraz The Herjan Trilogy. W maju 2005 roku do zespołu dołączył Derrmorh, a następnie w sierpniu zespół podpisał kontrakt płytowy z małym wydawnictwem CCP Records. Wraz z wydaniem ich pierwszego albumu studyjnego w listopadzie 2005 roku (Bloody Tales of Disgraced Lands), zyskali regionalną renomę. W lutym 2007 Nattulv stał się członkiem Wolfchant po tym, jak basista Gaahnt opuścił zespół z powodów prywatnych. 6 kwietnia 2007 roku grupa wydała swój drugi album zatytułowany A Pagan Storm. W maju 2008 roku Nattulv opuścił zespół z powodów zawodowych i pozycję basisty zajął Bahznar.
Na początku 2009 roku grupa zmieniła wytwórnię płytową na Massacre Records, pod której szyldem 29 kwietnia zespół wydał 3 studyjny album – Determined Damnation. W sierpniu 2010 roku odszedł gitarzysta Derrmorh, z powodu wyjazdu do Ameryki w celu edukacji. Zastąpił go nieznany do tej pory gitarzysta Ragnar.
26 października nastąpiły kolejne zmiany. Do zespołu dołączył śpiewający do tej pory jako członek sesyjny wokalista zespołu Rebellion Michael “Nortwin” Seifert.

## Muzycy

### Obecny skład zespołu
- Lokhi – wokal, bas (2003–)
- Michael “Nortwin” Seifert – czysty wokal
- Norgahd – perkusja, keyboard, akordeon i wokal wspomagający (2003–)
- Skaahl – gitara prowadząca (2003–)
- Vik
- Gvern – keyboard (2009–)
- Ragnar – gitara rytmiczna (2010–)

### Byli członkowie zespołu
- Gaahnt – bas (2003–2007)
- Nattulv – bas (2007–2008)
- Derrmorh – gitara rytmiczna (2005–2010)
- Bazhnar

## Dyskografia

### Dema
- The Fangs of the Southern Death (2004)
- The Herjan Trilogy (2004)

### Albumy studyjne
- Bloody Tales Of Disgraced Lands (2005)
- A Pagan Storm (2007)
- Determined Damnation (2009)
- Call Of The Black Winds (2011)